# Comaltepec Chinantec jezik
Comaltepec Chinantec jezik (ISO 639-3: cco; jmii’), indijanski jezik kojim govori 2 000 Činantek Indijanaca (1990 popis) u sjevernoj Oaxaci, Santiago Comaltepec, Soledad Tectitlán, La Esperanza, San Martín Soyolapan, Vista Hermosa (Quiotepec), San Pedro Yolox, Rosario Temextitlán, Maninaltepec.
Pripada činantečkoj porodici, velika porodica otomang. Kolristi se u lokalnoj administraciji i radio programu.

## Vanjske poveznice
- Ethnologue (14th)
- Ethnologue (15th)